# Ариарат IV
Ариарат IV Евсеб (др.-греч. Ἀριαράθης Εὐσεϐής) — царь Каппадокии в 220—163 годах до н. э., сын базилевса Ариарата III и его жены Стратоники. В момент вступления на престол был ребёнком; его правление продолжалось примерно 57 лет.

## Биография
Ариарат IV был женат на Антиохиде, дочери правителя Сирии Антиоха III Великого и его жены Лаодики III, и поддержал своего тестя в его войне против римлян. После победы последних над сирийцами в 190 году до н. э. Ариарат IV предложил в 188 году до н. э. заключить мир. Мир был получен на льготных условиях, так как дочь царя Каппадокии Стратоника была примерно в это время обручена с союзником римлян, правителем Пергама Эвменом II, за которого впоследствии вышла замуж.
В 183—179 годах до н. э. Ариарат IV помогал Эвмену в войне против правителя Понта Фарнака I. Полибий отмечал, что после смерти селевкида Антиоха IV Эпифана, умершего в 164 году до н. э., в Каппадокию было отправлено римское посольство.
Антиохида, согласно свидетельству Диодора Сицилийского, первое время не могла родить мужу детей, поэтому выдала за своих двух чужих, которые были названы Ариарат и Ороферн. Впоследствии, однако, как сообщается, она родила двух дочерей и сына Митридата (принявшего позже тронное имя Ариарат). Но обман был раскрыт, и двое неродных сыновей были высланы из Каппадокии: один в Рим, другой в Ионию. Ряд современных исследователей, в том числе Габелко О. К., относятся к этому сообщению критически, считая его отражением пропагандного хода Ариарата V.
Анализируя изображения царя на монетах, исследователи пришли к выводу, что у него была увеличена щитовидная железа.